# Directiva de programas informáticos
| Directiva de la Unión Europea |                                                                   |
|                               |                                                                   |
| Título                        | Directiva de protección legal de programas informáticos           |
| Elaborado por                 | Unión Europea                                                     |
| Elaborado bajo                | Art. 100a                                                         |
| Referencia del boletín        | L122, 1991-05-17, pp. 9–13                                        |
| Historia                      |                                                                   |
| Fecha de elaboración          | 14 de mayo de 1991                                                |
| Fecha de entrada en vigor     | 17 de mayo de 1991                                                |
| Fecha de implementación       | 1 de enero de 1993//25 de mayo de 2009                            |
| Textos preparativos           |                                                                   |
| Proposición de la comisión    | C91, 1989-04-12, p. 4 C320, 1990-12-20, p. 22                     |
| Opinión de CESE               | C329, 1989-12-30, p. 4                                            |
| Opinión de PE                 | C231, 1990-09-17, p. 78                                           |
| Informes                      |                                                                   |
| Otra legislación              |                                                                   |
| Reemplazos                    | —                                                                 |
| Enmiendas                     | —                                                                 |
| Enmiendas bajo                | 93/98/EEC                                                         |
| Reemplazos bajo               | Directive 2009/24/EC on the legal protection of computer programs |
| Current legislation           |                                                                   |

La Directiva de programas informáticos de la Unión Europea regula la protección legal de los programas informáticos conforme a la legislación sobre derechos de autor de la Unión Europea . Esta legislación fue emitida siguiendo las disposiciones del mercado interior establecidas en el Tratado de Roma. La versión más reciente corresponde a la Directiva 2009/24/CE. 

## Historia
En Europa, la necesidad de impulsar la industria del software enfatizó la existencia de una falta de armonización adecuada entre las leyes de derechos de autor de los distintos países de la Unión Europea en relación con este tipo de programas. La presión económica motivó la creación de la primera directiva, que tenía dos objetivos principales: (1) armonizar la legislación y (2) abordar los problemas derivados de la necesidad de garantizar la interoperabilidad. 
La primera directiva de la Unión Europea sobre la protección legal de los programas de ordenador fue la Directiva 91/250/CEE del Consejo, emitida el 14 de mayo de 1991. Esta establecía (Art. 1) que los programas de ordenador y cualquier material de diseño asociado debían estar protegidos por derechos de autor como obras literarias, de acuerdo con el sentido establecido en el Convenio de Berna para la Protección de las Obras Literarias y Artísticas.  
La directiva también estableció la aplicación de la protección por derechos de autor a los programas informáticos: el titular de los derechos de autor tiene el derecho exclusivo de autorizar (Art. 4):
- la copia temporal o permanente del programa, incluyendo cualquier tipo de copia que sea necesaria para cargar, visualizar o ejecutar el programa;
- la traducción, adaptación o cualquier otra alteración del programa;
- la distribución del programa al público mediante cualquier medio, incluido el alquiler, sujeto a la doctrina de primera venta .

Sin embargo, estos derechos están sujetos a ciertas limitaciones (Art. 5). Se presume que el propietario legal de un programa tiene una licencia para crear las copias necesarias para utilizar el programa y para modificarlo dentro de su propósito previsto (por ejemplo, para corregir errores). De la misma forma, el propietario legal puede realizar una copia de respaldo para su uso personal. El programa también puede ser descompilado si esto es necesario para garantizar su funcionamiento con otro programa o dispositivo (Art. 6), aunque los resultados de dicha acción no pueden ser utilizados para ningún otro propósito sin infringir los derechos de autor del programa.
La duración de los derechos de autor se estableció originalmente en la vida del autor más cincuenta años (Art. 8), de acuerdo con el estándar del Convenio de Berna para las obras literarias (Art. 7.1 del Convenio de Berna). Posteriormente, esta duración se amplió a la vida del autor más setenta años mediante la Directiva de Duración de los Derechos de Autor de 1993, que fue reemplazada pero confirmada por la Directiva de Plazo de los Derechos de Autor de 2006. 
La Directiva 91/250/CEE del Consejo se sustituyó de forma formal por la Directiva 2009/24/CE el día 25 de mayo de 2009. Esta nueva directiva consolidó "las diversas enmiendas menores que la directiva original había recibido a lo largo de los años". 

## Implementación
| Implementación de la directiva por los Estados miembro | Implementación de la directiva por los Estados miembro | Implementación de la directiva por los Estados miembro |
| ------------------------------------------------------ | ------------------------------------------------------ | --- |
|                                                        | Austria                                                | Urheberrechtsgesetznovelle 1993, BGBl. No. 93/1993, p. 1166 |
|                                                        | Bélgica                                                | Law of 30.06.1994 (French), Law of 30.06.1994 (Flemish), Moniteur Belge du 17 juillet 1994, p. 19315 |
|                                                        | Bulgaria                                               | desconocida |
|                                                        | Chipre                                                 | desconocida |
|                                                        | República Checa                                        | Law No. 121/2000 Coll. of 7 de abril de 2000 on Copyright, Rights Related to Copyright and on the Amendment of Certain Laws |
|                                                        | Dinamarca                                              | LOV nr 1010 af 19/12/1992 updated by LBK nr 1144 af 23/10/2014 |
|                                                        | Estonia                                                | desconocida |
|                                                        | Finlandia                                              | Laws Nos. 418/93 and 419/93, Finnish Official Journal of 1993-05-12, p. 415 |
|                                                        | Francia                                                | Loi no 94–361 du 10 mai 1994 portant mise en oeuvre de la directive (C. E. E.) no 91–250 du Conseil des communautés européennes en date du 14 mai 1991 concernant la protection juridique des programmes d'ordinateur et modifiant le code de la propriété intellectuelle |
|                                                        | Alemania                                               | Zweites Gesetz zur Änderung des Urheberrechtsgesetzes vom 9. Juni 1993, BGBl I p. 910 |
|                                                        | Grecia                                                 | Law No. 2121/93, Official Journal A No. 25 |
|                                                        | Hungría                                                | desconocida |
|                                                        | Irlanda                                                | European Communities (Legal Protection of Computer Programs) Regulations, 1993 (S.I. No. 26 of 1993) |
|                                                        | Italia                                                 | Decreto Legislativo n.º 518 del 29 de diciembre de 1992 |
|                                                        | Letonia                                                | Autortiesību likums (2000-04-06) |
|                                                        | Lituania                                               | Autorių teisių ir gretutinių teisių įstatimas N. VIII-1185 (1999-05-18) |
|                                                        | Luxemburgo                                             | Loi du 18 avril 2001 sur les droits d'auteur, les droits voisins et les bases de données. Section 7 – Les programmes d'ordinateur |
|                                                        | Malta                                                  | Copyright Act, 2000 |
|                                                        | Países Bajos                                           | Wet van 07.07.1994, Stb. JS-1994, p. 521 |
|                                                        | Polonia                                                | Ustawa z 4 lutego 1994 o prawie autorskim i prawach pokrewnych, art. 74–77, Dz.U. 1994 nr 24 poz. 83 |
|                                                        | Portugal                                               | Decreto-Lei n. 252/94, de 20 de Outubro de 1994, Diário da República – I Série A, no. 243 de 20 de Outubro de 1994, p. 6374 |
|                                                        | Rumanía                                                | Law No.8/1996 updated November 2014, state authority: Romanian Copyright Office, see also Intellectual property in Romania |
|                                                        | Eslovaquia                                             | Copyright Act of 1997-12-05 (No. 383/1997) |
|                                                        | Eslovenia                                              | Zakon o avtorskih in sorodnih pravicah (1995-03-30) |
|                                                        | España                                                 | Ley 16/1993, de 23 de diciembre, de incorporación al Derecho español de la Directiva 91/250/CEE, de 14 de mayo, sobre la protección jurídica de programas de ordenador |
|                                                        | Suecia                                                 | Act No. 1687/92 |
|                                                        | Reino Unido                                            | Copyright (Computer Programs) Regulations 1992 No. 3233 |